# BOSS GP
La BOSS GP Series è un campionato motoristico, aperto a monoposto a ruote scoperte.
Nato nel 1995, adotta questa denominazione dal 2010: BOSS è l'acronimo di Big Open Single Seaters.

## Storia
Fondato nel 1995, secondo i regolamenti stabiliti dal RAC Motor Sports Association, ebbe iniziale base nel Regno Unito. Con il coinvolgimento di Paul Stoddart, patron della Minardi, modificò il suo nome in EuropeanBOSS, noto più comunemente come EuroBOSS, iniziando a effettuare gare anche sul continente.
Nel 2009, alcuni concorrenti del campionato, quali Marijn van Kalmthout, Klaas Zwart, Henk de Boer e Frits van Eerd, decisero di fondare una serie concorrente, denominata BOSS GP. Tale serie ebbe un maggior successo in termini di iscritti, e di fatto, portò alla chiusura della EuroBOSS.

## Regolamento tecnico
Sono ammesse al via diverse monoposto sportive, di diverse categorie, inclusa la Formula 1. Le vetture vengono divise in diverse classi, per ciascuna delle quali è proclamato, al termine della stagione, un vincitore.
| Open Class                                                                                             |
| --- |
| Formula 1 costruite dopo il 1997, IndyCar Series, Champ Car                                            |
| Formula Class                                                                                          |
| Formula 1 costruite tra il 1992 e il 1996                                                              |
| GP2, A1GP, Superleague Formula, Formula 2, World Series by Renault, Indy Lights, Auto GP, Formula 3000 |

## Albo d'oro
EUROBOSS (fino al 2010)
| Stagione | Campione          | Team Campione              |
| -------- | ----------------- | -------------------------- |
| 1995     | Klaus Panchyrz    | Mönninghoff Racing         |
| 1996     | Johan Rajamaki    | Rajamaki Racing            |
| 1997     | Nigel Greensall   | European Aviation          |
| 1998     | Nigel Greensall   | European Aviation          |
| 1999     | Tony Worswick     | Worswick Engineering       |
| 2000     | Dave Hutchinson   | Kockney Koi Yamitsu        |
| 2001     | Tony Worswick     | Worswick Engineering       |
| 2002     | Earl Goddard      | Kockney Koi Yamitsu        |
| 2003     | Klaas Zwart       | Team Ascari                |
| 2004     | Scott Mansell     | Mansell Motorsport         |
| 2005     | Patrick d’Aubreby | Team Griffiths/Team Ascari |
| 2006     | Klaas Zwart       | Team Ascari                |
| 2007     | Klaas Zwart       | Team Ascari                |
| 2008     | Ingo Gerstl       | TopSpeed                   |
| 2009     | Henk de Boer      | De Boer Manx               |
| 2010     | Damien Charveriat | Zele Racing                |

BOSS GP Series
| Stagione | Campione Open     | Team Campione             | Campione Formula        | Campione Masters  |
| -------- | ----------------- | ------------------------- | ----------------------- | ----------------- |
| 2010     | Klaas Zwart       | Team Ascari               |                         | Karl Heinz Becker |
| 2011     | Klaas Zwart       | Team Ascari               | Ingo Gerstl             | Norbert Gruber    |
| 2012     | Klaas Zwart       | Team Ascari               | Bernd Herndlhofer       | Johann Ledermair  |
| 2013     | Gary Hauser       | Racing Experience         | Gary Hauser             | Hans Laub         |
| 2014     | Jakub Śmiechowski | Inter Europol Competition | Jakub Śmiechowski       | Hans Laub         |
| 2015     | Klaas Zwart       |                           | Johann Ledermair        | Hans Laub         |
| 2016     | Ingo Gerstl       |                           | Christopher Brenier     |                   |
| 2017     | Ingo Gerstl       |                           | Mahaveer Raghunathan    |                   |
| 2018     | Ingo Gerstl       |                           | Florian Schnitzenbaumer |                   |
| 2019     | Ingo Gerstl       |                           | Marco Ghiotto           |                   |
| 2020     | Ingo Gerstl       |                           | Marco Ghiotto           |                   |
| 2021     | Ulf Ehninger      |                           | Marco Ghiotto           |                   |
| 2022     | Ingo Gerstl       |                           | Simone Colombo          |                   |
| 2023     | Ingo Gerstl       |                           | Simone Colombo          |                   |
| 2024     | Ulf Ehninger      |                           | Marco Ghiotto           |                   |